# Тіс Крістоферсен
Тіс Крісто́ферсен (*27 січня 1918—†13 лютого 1997) — ревізіоніст Голокосту.

## Біографія
Народився в 1918 році, в Кілі, Північна Німеччина. До війни займався фермерством в Шлезвізі. У 1940 році був важко поранений на західному фронті, після лікування отримав агрономічну освіту, з спеціалізацією на вирощуванні каучуконосних рослин. Працював на території окупованої України, а після відступу — у трудовому таборі Райське, сателіті Аушвіцу, в Департаменті розведення рослин.
Серед інших у його підпорядкуванні були близько 100 чоловіків з Аушвіца-Біркенау. Протягом всього 1944 року Крістоферсен неодноразово відвідував Аушвіц-Біркенау, але про масові вбивства євреїв газом вперше почув лише після війни. Написав і видав знамениту книгу «Брехня Аушвіцу» (нім. Die Auschwitz-Lüge) , в якій описав своє минуле і в якій заперечував, що в Освенцімі коли-небудь мало місце знищення людей, що ув'язненні навіть співали пісень під час роботи, — після чого отримав багато тисяч листів від очевидців, які підтверджували його доводи. На думку Гермара Рудольфа, попри те, що його брошуру навряд чи можна назвати науковим дослідженням предмета, вона все ж зробила глибокий вплив, посіявши сумнів і спонукавши ціле коло дослідників самим критично поглянути на Голокост.
Тіс Крістоферсен опитав безліч «очевидців» «винищення газом», але серед них не виявилося жодного живого безпосереднього свідка. Провів рік у німецькій в'язниці за «образу держави», був висланий до Данії, де при потуранні поліції його будинок атакували сотні просіоністських фанатиків.
Був змушений тікати до Бельгії, Швейцарії, потім до Іспанії. Багаторазово піддавався замахам, зокрема за допомогою кислоти, підпалів та знищення майна. Протягом останніх місяців життя був оголошений «ворогом держави», його банківський рахунок в Німеччині був арештований, медична страховка анульована, пенсійне забезпечення, у фонд котрого він сплачував внески протягом 45 років, припинено разом з військовою пенсією. Незадовго до смерті Крістоферсен був заарештований на декілька тижнів, йому було дозволено лише померти на батьківщині.